# Smalbladet limurt
Smalbladet Limurt (Silene stenophylla) er en planteart, som har sit hjemsted i det nordlige Sibirien og Japan. Den blev berømt, da russiske forskere offentliggjorde resultaterne af deres succesrige anstrengelser for at genetablere planten ud fra dele af gamle frø.

## Beskrivelse
Smalbladet Limurt er en flerårig, urteagtig plante med en opret, fladedækkende vækst. Stænglerne er runde i tværsnit, uforgrenede og hårløse. De grundstillede blade er langstilkede og smalt lancetformede og helrandede og svagt behårede. Stængelbladene sidder modsat, og de er ligeledes lancet- til linjeformede, helrandede og svagt behårede, men mindre end grundbladene. De to modsat stillede blade er sammenvoksede ved stænglen. Blomstringen foregår i juli-august, hvor man finder blomsterne i små, endestillede stande. De enkelte blomster er 5-tallige og regelmæssige med et oppustet bæger og hvide til svagt rosafarvede kronblade, der er opsplittet fra spidsen og halvvejs ind mod basis i to omvendt ægformede lapper. Det kan give det førsteindtryk, at blomsten har 10 kronblade. Frugterne er ægformede kapsler med mange, nyreformede frø.
Rodsystemet består af krybende jordstængler og trævlede rødder.
Højde x bredde og årlig tilvækst: 0,25 x 0,10 m (25 x 10 cm/år), heri ikke medregnet skud fra jordstænglerne.

## Hjemsted
Smalbladet Limurt hører hjemme i det nordøstlige Sibirien, på Sakhalin-halvøen og på Hokkaido i Japan. Overalt foretrækker den lysåbne tundraagtige voksesteder med ringe konkurrence fra græsser og træagtige planter. Alle oplysninger om fundet af de dybfrosne, men levende frø i permafrostlaget under det arktiske Sibirien tyder på, at arten havde præcist samme vækstkrav og hjemsted allerede for 30.000 år siden.

## Gamle frø
Smalbladet Limurt blev berømt, da russiske forskere offentliggjorde resultaterne af deres succesrige anstrengelser for at genetablere planten ud fra dele af gamle frø. Frøene havde overlevet 30.000 år i permafrost under det arktiske område nordvest for Sakhalin-halvøen
.
De gendannede planter afviger en smule fra deres nulevende artsfæller: dels ved at have mere smalle kronblade, og dels ved at sætte rent hunlige blomster først, efterfulgt af normale, tvekønnede, hvor de nulevende planter kun har tvekønnede blomster
.

| Portal | Portal:Botanik |